# Bora Paçun
Bora Hun Paçun (Smirne, 27 maggio 1987) è un cestista turco.

## Palmarès
- Campionato turco: 1

Efes Pilsen: 2008-09
- Coppa di Turchia: 2

Efes Pilsen: 2006-07, 2008-09